# Erannis obscurata
Erannis obscurata är en fjärilsart som beskrevs av Otto Staudinger 1901. Erannis obscurata ingår i släktet Erannis och familjen mätare. Inga underarter finns listade i Catalogue of Life.